# Marsdenia gillespieae
Marsdenia gillespieae är en oleanderväxtart som beskrevs av G. Morillo. Marsdenia gillespieae ingår i släktet Marsdenia och familjen oleanderväxter. Inga underarter finns listade i Catalogue of Life.